# التعليم في كازاخستان

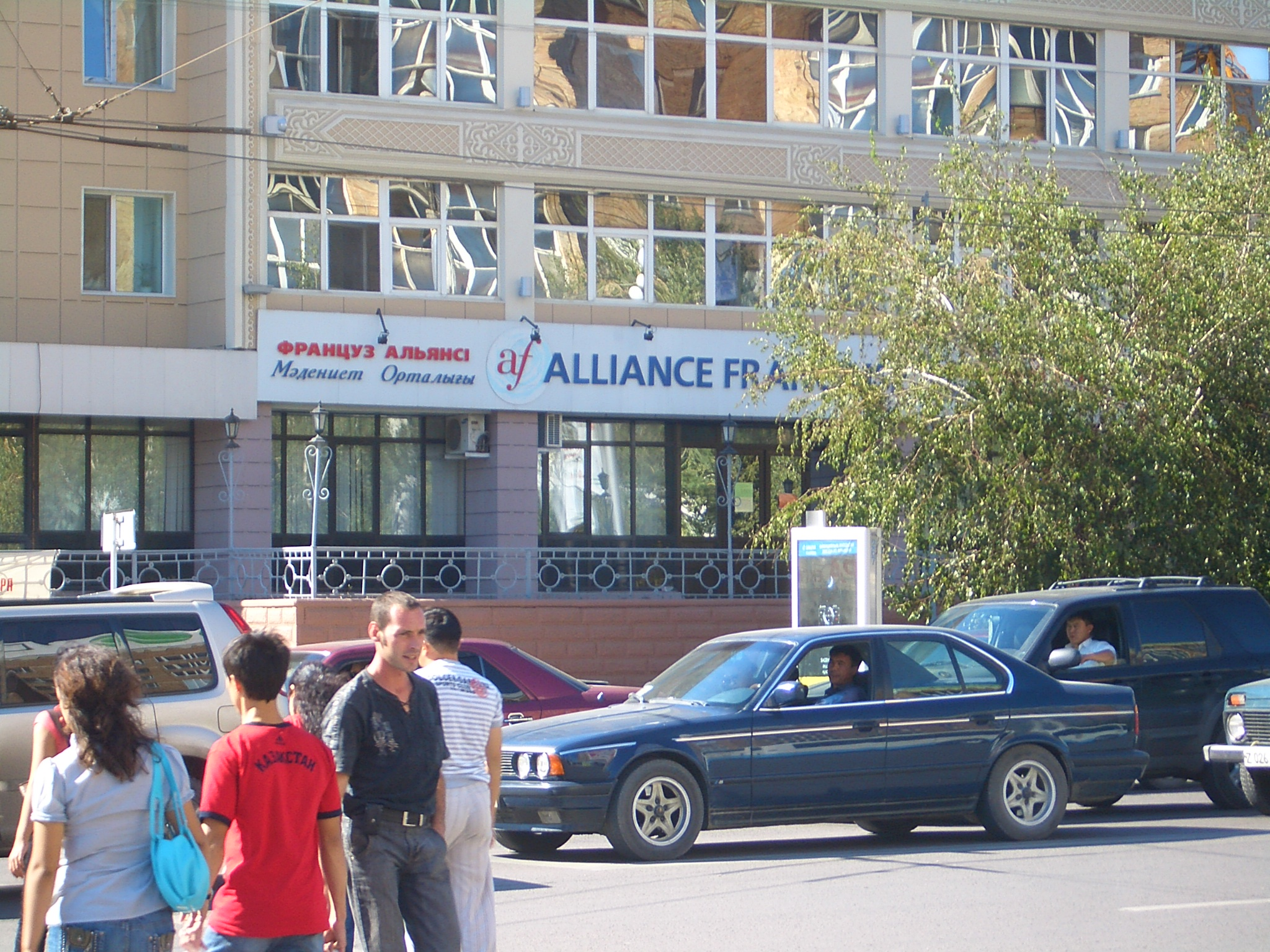
مكتب التحالف الفرنسي في وسط مدينة أستانا، كازاخستان، يعكس التعاون الثقافي والتعليم بين فرنسا وكازاخستان.

في أعقاب الاستقلال عن الاتحاد السوفيتي، أدى الكساد الاقتصادي الكبير إلى خفض «التمويل العام» للتعليم في كازاخستان، من 6% من الناتج المحلي الإجمالي في عام 1991 إلى نحو 3% في عام 1994، قبل أن يرتفع إلى 4% في عام 1999. ما يزال المعلمون في المدارس الابتدائية والثانوية يتقاضون أجورًا متدنية للغاية، ففي عام 1993 ترك أكثر من ثلاثين ألف معلم (أو نحو سُبع هيئة التدريس في عام 1990) التعليم، وسعى العديد منهم للبحث عن وظائف أكثر ربحية.
نص دستور كازاخستان لعام 1995 على التعليم الثانوي الإلزامي الاجتماعي. تنافس المواطنون على مؤسسات التعليم العالي الاجتماعية. تزايد التعليم الخاص في البلاد، والتحق نحو 5% من الطلاب بالمدارس الخاصة التي ما تزال خاضعة لسيطرة الدولة التعسفية.
في عام 2000، انضمت حكومة كازاخستان إلى حكومتي جمهورية قيرغيزستان وطاجيكستان وآغا خان لإنشاء أول مؤسسة للتعليم العالي معتمدة دوليًا في العالم، وهي جامعة آسيا الوسطى. ضمت جامعة آسيا الوسطى ثلاث جامعات متساوية الحجم والمكانة في كل من الدول المؤسسة. الحرم الجامعي الكازاخستاني قيد الإنشاء في تيكيلي في منطقة جيتيسو، على بعد 35 دقيقة شرق العاصمة الإقليمية تالديكورغان، وثلاث ساعات بالسيارة من ألماتي. تستفيد جامعة آسيا الوسطى من موارد شبكة آغا خان للتنمية لتقديم معيار معترف به دوليًا للتعليم العالي في آسيا الوسطى. حاليًا، تدير الجامعة مدرسة للتعليم المهني والمستمر، مع مدرسة للدراسات الجامعية ومدرسة للدراسات العليا للتنمية قيد الإنشاء.
في عام 2002 قدم بنك التنمية الآسيوي المساعدة الفنية لكازاخستان لتحديد القضايا والأولويات الرئيسية في قطاع التعليم والمساهمة في تعزيز استراتيجية الحكومة لتنمية قطاع التعليم. قدمت الولايات المتحدة 137 عضوًا من فيلق السلام «للعمل في مجال التعليم وتنمية المنظمات غير الحكومية» في عام 2004.
بلغ معدل الإلمام بالقراءة والكتابة في كازاخستان 99.1% لدى الذكور، و97.7% لدى الإناث اعتبارًا من عام 1999.
عندما زارت وزيرة الخارجية الأمريكية كونداليزا رايس كازاخستان في الفترة ما بين 12 و13 أكتوبر 2006، قالت: «إن مستقبل أي دولة يعتمد على مستوى التعليم فيها. هذه هي زيارتي الرابعة لكازاخستان، وقد زرت بالفعل أتيراو وألماتي وتمكنت من رؤية المستوى العالي للتعليم في أمتكم، وهو مفتاح النجاح لأي بلد».
وجدت مبادرة قياس حقوق الإنسان أن كازاخستان لا تحقق سوى 81.0% مما ينبغي لها تحقيقه فيما يتعلق بالحق في التعليم استنادًا إلى مستوى دخل البلاد. تقسم مبادرة قياس حقوق الإنسان الحق في التعليم من خلال النظر إلى الحق في التعليم الابتدائي والثانوي. مع الأخذ في الاعتبار مستوى دخل كازاخستان، فإن الأمة تحقق فقط 62.2% مما ينبغي أن يكون ممكنًا بناءً على مواردها (الدخل) للتعليم الابتدائي و99.8% للتعليم الثانوي.

## عملية التعليم

### روضة أطفال
يحمي دستور جمهورية كازاخستان الحق في الالتحاق برياض الأطفال. يبدأ الأطفال عادة الالتحاق برياض الأطفال في سن الخامسة. اعتبارًا من عام 2004، كان هناك 100 روضة أطفال في البلاد (83 روضة عامة، و4 روضات تابعة لوزارة التعليم مباشرة، و13 روضة خاصة) و135,856 طفلًا مسجلين في رياض الأطفال (أو 63% من الأطفال الذين تراوحت أعمارهم بين 5 و6 سنوات). من المتوقع أن تُدرِس جميع رياض الأطفال اللغتين الكازاخستانية والروسية، تركز معظمها على إحدى اللغتين أكثر من الأخرى.
كانت إحدى المشكلات الرئيسية هي انخفاض عدد رياض الأطفال، بسبب نقص التمويل الحكومي وانعدام مصادر التمويل الخاصة تقريبًا. وردت تقارير أيضًا عن تدهور جودة رياض الأطفال بما في ذلك نقص الوجبات الساخنة أو الأطعمة ذات الجودة الرديئة المقدمة والمباني التي تعاني من سوء الصيانة.

### مدرسة ابتدائية
يبدأ التعليم الابتدائي في كازاخستان عادةً في سن السابعة (بعض الأهالي يرسلون أطفالهم إلى المدرسة في سن السادسة، ونادرًا جدًا في سن الثامنة) وتستمر من الصف الأول إلى الرابع. تُعقد الحصص الدراسية عادةً في فترتين، منذ الساعة 8 صباحًا حتى 1 ظهرًا، ومنذ 2 ظهرًا حتى 7 مساءً، حيث يذهب الطلاب إلى المدرسة إما في الفترة الصباحية أو في الفترة المسائية. جميع المدارس الابتدائية مملوكة للدولة، ويُعتبر التعليم الابتدائي والثانوي حقوقًا محمية دستوريًا.
تحدد وزارة التعليم المنهج الدراسي للمرحلتين الابتدائية والثانوية، مع ترك القليل من الاختيارات للمدارس الفردية. ينشر تجار التجزئة المستقلون الكتب المدرسية ويجب على الطلاب شراؤها بأنفسهم.
التعليم الابتدائي متوفر مجانًا لجميع المواطنين والمقيمين في كازاخستان، ويدفع الآباء عادةً فقط مقابل الأنشطة اللامنهجية مثل البرامج الرياضية، والبرامج الموسيقية، وأحيانًا معدات المختبرات أو غيرها من المعدات الخاصة.

### مدرسة ثانوية دنيا
يستمر الطلاب في الدراسة في المدرسة الثانوية الدنيا من الصف الخامس إلى الصف التاسع. هذا يتوافق تقريبًا مع ما يسمى في الولايات المتحدة الأمريكية بالمدرسة الإعدادية أو المدرسة المتوسطة. عادة ما يكون عمر الطالب في الصف الثامن 14-15 عامًا. المنهج الدراسي هو منهج تعليمي عام يغطي مواد مثل الأدب، واللغة الأولى للطالب، واللغة الروسية أو الكازاخستانية (حسب لغة المدرسة عمومًا)، والتاريخ، والفيزياء، والرياضيات، والأحياء، والكيمياء، واللغة الأجنبية، وما إلى ذلك.

### مدرسة ثانوية عليا
بعد إنهاء المدرسة الثانوية الدنيا، تتوفر ثلاث مسارات يمكن للطلاب الاختيار من بينها. يُسمح للطلاب باختيار أي مسار من مسارات التعليم الثانوي العالي، ولكن يُطلب منهم متابعة أحدها. يكون خريجو جميع المسارات مؤهلين للالتحاق بالجامعة. المسار الأول هو المدرسة الثانوية العامة التي تشمل الصفوف من العشر إلى الثاني وتوفر تعليمًا عامًا. بالإضافة إلى ذلك، هناك مساران للمنهاج الدراسي للتعليم المهني: التعليم المهني الأولي الذي يُقدَّم من خلال مدارس التدريب والمدارس الثانوية المهنية (الليسيه)، والتعليم المهني الثانوي الذي تقدمه الكليات والمدارس المهنية.
مدارس التدريب الأولي مصممة لتدريب الطلاب على مهنة وإتقانهم إياها. يستمر البرنامج عادة لمدة عامين أو ثلاثة أعوام (عادةً ما تتراوح أعمارهم بين 16 و18 عامًا)، ولكن بالنسبة لبعض التدريبات المهنية، يلزم وجود برامج مدتها أربع سنوات. يمكن للطلاب الخريجين الالتحاق بالكليات للحصول على تدريب مهني متقدم أو الالتحاق بالجامعة. تدفع الدولة تكاليف التعليم.
توفر المدارس الثانوية المهنية تعليمًا مهنيًا أساسيًا لإعداد الطلاب للمهن، وتتضمن تعليمًا أكاديميًا عامًا. مدة الدراسة ثلاث سنوات. تتحمل الدولة تكاليف التعليم.
تقدم الكليات برامج تجمع بين التعليم الأكاديمي العام والتعليم المهني المتقدم. يمكن أن تقدم الكليات، إذا كانت مرخصة، التعليم المهني الأولي. تستمر البرامج عادةً لمدة ثلاث أو أربع سنوات (من الصف العاشر إلى الثاني عشر، أو الصف الثالث عشر). توجد برامج تسريع للطلاب الذين أكملوا بالفعل التعليم الثانوي العام والتدريب المهني الأولي في نفس المجال. يمكن للخريجين متابعة تعليمهم في الجامعة أو البدء في العمل مباشرةً. تعتبر الكليات مملوكة للدولة وتُمول ذاتيًا بحسب قانون الميزانية لعام 1990. من حيث المبدأ، تُقدم جميع التعليمات الإلزامية (الابتدائية والثانوية) مجانًا.
تحدد وزارة التعليم المناهج الدراسية للمرحلتين الابتدائية والثانوية، ولا يتبقى للمدارس الفردية سوى القليل من الاختيارات. تُباع الكتب المدرسية في المكتبات ويشتريها الطلاب بأنفسهم. مثلها كمثل المدارس الابتدائية، تدعم الحكومة المدارس الثانوية. ولا يدفع الآباء إلا مقابل الأنشطة اللامنهجية مثل البرامج الرياضية، والبرامج الموسيقية، وأحيانًا معدات المختبرات أو غيرها من المعدات الخاصة.